# Johannes Laurentii Tyste
Johannes Laurentii Tyste, född 1604 i Risinge socken, död 29 juli 1678 i Östra Hargs socken, han var en svensk kyrkoherde i Östra Hargs församling. 

## Biografi
Johannes Laurentii Tyste föddes 1604 i Risinge socken. Han blev i mars 1626 student vid Uppsala universitet och prästvigdes 1635. Han blev 1641 kyrkoherde i Östra Hargs församling. Tyste avled 29 juli 1678 i Östra Hargs socken.

### Familj
Tyste gifte sig med Brita Rosenius (död 1686). Hon var dotter till kyrkoherden Brontho Rosenius och Karin Olofsdotter i Östra Hargs socken. De fick tillsammans barnen Elisabeth, Kerstin, Brynolphus (född 1636), Maria (född 1637), Jonas eller Hans (1639–1654), Birgitta (1643–1721), Sara (död 1646), Abraham (född 1647), Karin (död 1657) och Isak (död 1657).